# Giancarlo Primo
Giancarlo Primo (Roma, 4 novembre 1924 – Civita Castellana, 27 dicembre 2005) è stato un cestista e allenatore di pallacanestro italiano.

## Carriera
Nato a Roma nel 1924, si dedica presto alla pallacanestro.
Buon pallanuotista, passa alla pallacanestro con la Ginnastica Roma con la quale si classifica al 2º posto nel campionato italiano del 1950-51 e 3º in quello del 1951-52.
Entra nella nazionale italiana e partecipa alle Olimpiadi del 1948 e ai Campionati europei del 1947 e del 1949.
Terminata la carriera di giocatore, si dedica a quella di allenatore. Diviene assistente del tecnico della nazionale Nello Paratore e in questa veste partecipa a cinque Campionati europei e a tre Olimpiadi (1960, 1964, 1968).
Nel 1968, lo sostituisce nel ruolo di tecnico e guida la nazionale per 11 anni, conquistando due medaglie di bronzo ai campionati europei (Essen 1971, Belgrado 1975) ed ottenendo due vittorie storiche, le prime per l'Italia, con gli USA (1970) e con l'URSS (1977).
Un canestro nel finale di Cuba alle Olimpiadi di Monaco nella finale per il terzo e quarto posto del 1972 gli nega il podio. Situazione simile ai mondiali del 1978 quando la sconfitta all'ultimo secondo con il Brasile gli toglie una medaglia di bronzo che aveva già in tasca (altro quarto posto quindi dopo quello del 1970).
Lascia la nazionale dopo il deludente quinto posto agli Europei di Torino del 1979.
Diviene tecnico di squadre di club e ottiene la Coppa dei Campioni (1983) e la Coppa Intercontinentale con il Cantù.
Chiude la carriera a Roma nella stagione 1988-89.
Il tecnico romano ottiene il Cavalierato della Repubblica e la Stella d'oro del CONI per meriti sportivi.
Nel 2007 viene inserito nel FIBA Hall of Fame nella categoria allenatori.
Primo muore nel 2005 a Civita Castellana, in provincia di Viterbo.
Nel 2009 ha ricevuto il premio Italia Basket Hall of Fame alla memoria.

## Palmarès

### Club
- Coppa dei Campioni: 1

Pall. Cantù: 1982-1983
- Coppa Intercontinentale: 1

Pall. Cantù: 1982

### Nazionale
- Europei

 Germania Ovest 1971
 Jugoslavia 1975
- Giochi del Mediterraneo

 Alessandria 1951 (da giocatore)